# RISC-V
RISC-V (Engelse uitspraak: risk-five) is een instructiesetarchitectuur (ISA) die op het principe van een reduced instruction set computer (RISC) is gebaseerd. Het is een open standaard met een BSD-licentie, wat betekent dat RISC-V niet gepatenteerd is en vrij kan worden gebruikt. Zo mag iedereen RISC-V-microprocessors (als opensourcehardware) ontwerpen, produceren, ontwikkelen en verkopen. Een aantal bedrijven biedt aan of heeft RISC-V-hardware aangekondigd.

## Geschiedenis
Het project begon in 2010 aan de Universiteit van Californië - Berkeley onder leiding van Krste Asanovic en David Patterson, en wordt mede ontwikkeld en gepromoot door hardware- en softwareontwikkelaars over de hele wereld. In tegenstelling tot andere academische ontwerpen, die meestal zijn geoptimaliseerd voor eenvoudige uitleg, is de RISC-V-instructieset ontworpen voor praktisch computergebruik. Het heeft functies die de rekensnelheid verhogen en tegelijkertijd de kosten en het energieverbruik verlagen.

## Implementaties
RISC-V is een open standaard die een instructiesetarchitectuur specificeert, maar geen microarchitectuur of een licentiemodel specificeert. Om deze reden zijn zowel RISC-V-cores met commerciële licenties als opensourcelicenties ontwikkeld. De RISC-V Foundation houdt een lijst bij van alle RISC-V processor- en SoC-implementaties.

## Fabrikanten
Een lijst met fabrikanten die RISC-V-chips aan het ontwikkelen zijn:
- Alibaba
- Allwinner
- Espressif
- GigaDevice
- Google
- HiSilicon
- Huami
- Intel
- Maxim Integrated Products (Analog Devices)
- Micro Magic
- Microchip Technology Inc.
- MIPS Tech
- Raspberry Pi
- SiFive
- Unisoc (Spreadtrum)[1]
- Western Digital
- Technolution